# Trichohoplorana dureli
Trichohoplorana dureli là một loài bọ cánh cứng trong họ Cerambycidae.